# Athis (Essonne)

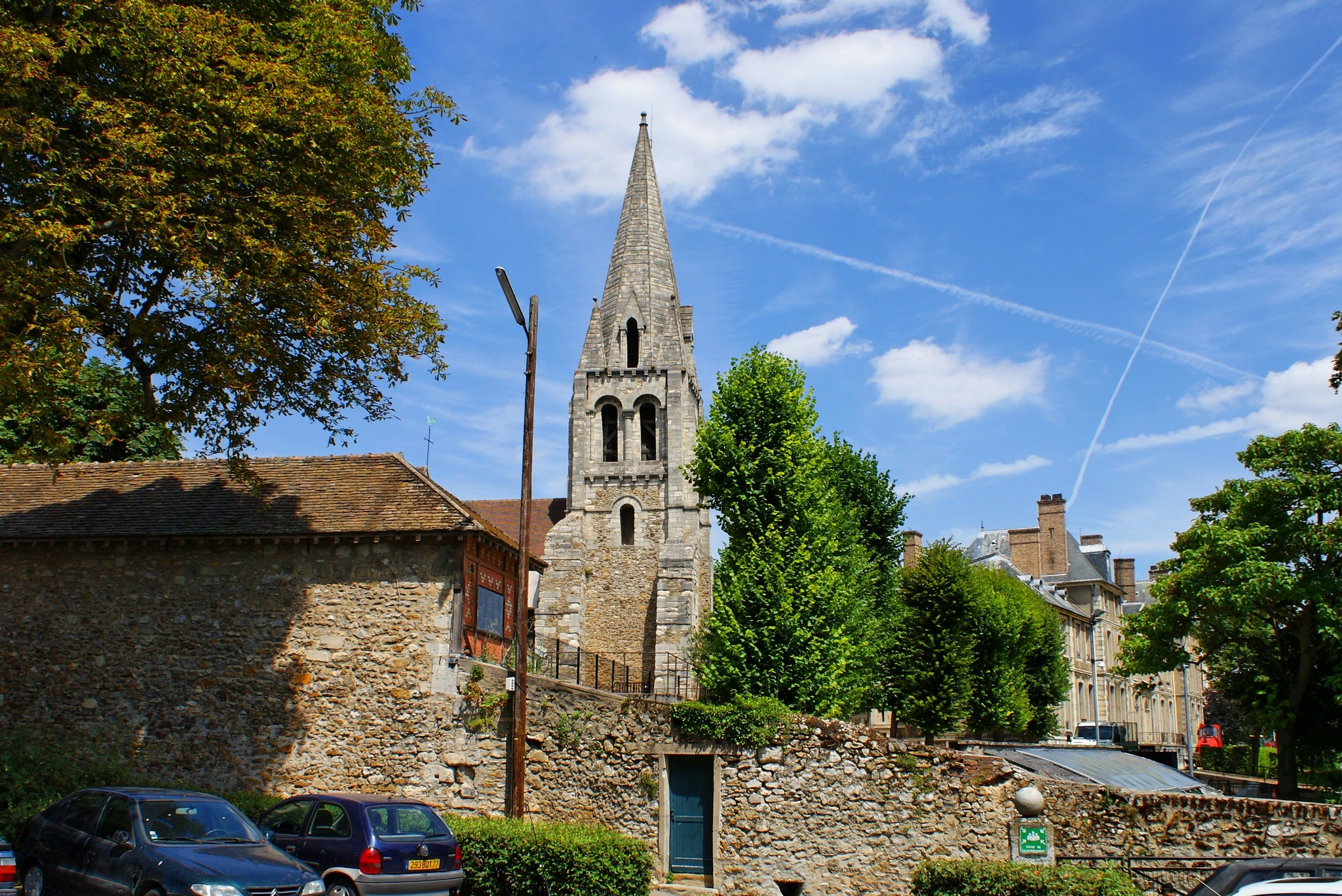
Ortsansicht mit Kirche Saint-Denis

Athis ist ein Ortsteil der französischen Gemeinde Athis-Mons im Département Essonne in der Region Île-de-France. 

## Geschichte
Der Ort wird erstmals im 9. Jahrhundert als Athegiam überliefert. 
Die Gemeinde Athis-Mons entstand am 6. August 1817 durch die Fusion von Athis und Mons-sur-Orge.

## Sehenswürdigkeiten
- Kirche Saint-Denis, erbaut in der zweiten Hälfte des 12. Jahrhunderts (Monument historique)
- Schloss, erbaut Anfang des 17. Jahrhunderts